# 캐서린 (마리오 시리즈)
캐서린(일본어: キャサリン, 영어: Birdo)는 마리오 시리즈에 등장하는 캐릭터이다.
마리오 게임 시리즈에서 주로 적으로 등장하는 캐릭터로, 분홍색 몸통에 주둥이가 나온 공룡처럼 생겼으며, 머리에는 빨간 리본을 매고 있다. 캐릭터 이름은 여성이름이지만 실제로는 자신을 암컷으로 생각하는 수컷으로 오카마 캐릭터 라는 설정의 캐릭터 였지만 이후 실제로는 캐서린의 성별은 암컷이 맞다고 닌텐도 회사가 공식적으로 발표했다. 캐서린의 첫 등장은 도키도키 패닉에서 알을 쏘면서 주인공 캐릭터를 방해하는 중간 보스로, 이 게임은 후에 슈퍼 마리오 USA로 리메이크된다. 공격 패턴은 입에서 알을 발사하는 게 주력이지만 가끔 파이어볼도 발사한다.
캐서린은 와리오의 숲에서 키노피오의 동맹으로 등장하며, 마리오 & 루이지 RPG에서 보스 캐릭터로 등장한다. 캐서린을 플레이어가 직접 조작할 수 있는 최초의 게임은 닌텐도 64로 발매된 마리오 테니스이다. 마리오와 소닉 밴쿠버 동계올림픽의 어드벤쳐 투어에서는 미션을 제공하기도 한다. 또는 마리오 파티에서 퀴즈를 내서 맟추면 스티커를 주는 캐릭터다.